# Pouzaroporia
Pouzaroporia là một chi nấm thuộc họ Phanerochaetaceae.